# Gonionotophis chanleri
Espèce
Synonymes
- Simocephalus chanleri Stejneger, 1893
- Simocephalus unicolor Boulenger, 1910
- Gonionotophis unicolor (Boulenger, 1910)
- Simocephalus poensis Lepri, 1911
- Mehelya poensis (Lepri, 1911)
- Mehelya somaliensis Lönnberg & Andersson, 1913
- Mehelia fiechteri Scortecci, 1929

Gonionotophis chanleri est une espèce de serpents de la famille des Lamprophiidae. 

## Répartition
Cette espèce se rencontre :
- dans l'est de la République démocratique du Congo ;
- au Rwanda ;
- au Burundi ;
- au Kenya ;
- dans l'Ouest et la Nord de la Tanzanie
- au Kenya ;
- en Somalie ;
- en Érythrée.

## Étymologie
Cette espèce est nommée en l'honneur de William Astor Chanler.

## Publication originale
- Stejneger, 1893 : On some collections of reptiles and batrachians from East Africa and the adjacent islands, recently received from Dr. W. L. Abbott and Mr. William Astor Chanler, with descriptions of new species. Proceedings of the United States National Museum, vol. 16, p. 711-741 (texte intégral).